# La Chapelle-d'Abondance
Pour les articles homonymes, voir La Chapelle et Abondance.
Ne doit pas être confondu avec Abondance (Haute-Savoie).
La Chapelle-d'Abondance est une commune française située dans le val d'Abondance du Chablais français, dans le département de la Haute-Savoie, en région Auvergne-Rhône-Alpes.

## Géographie

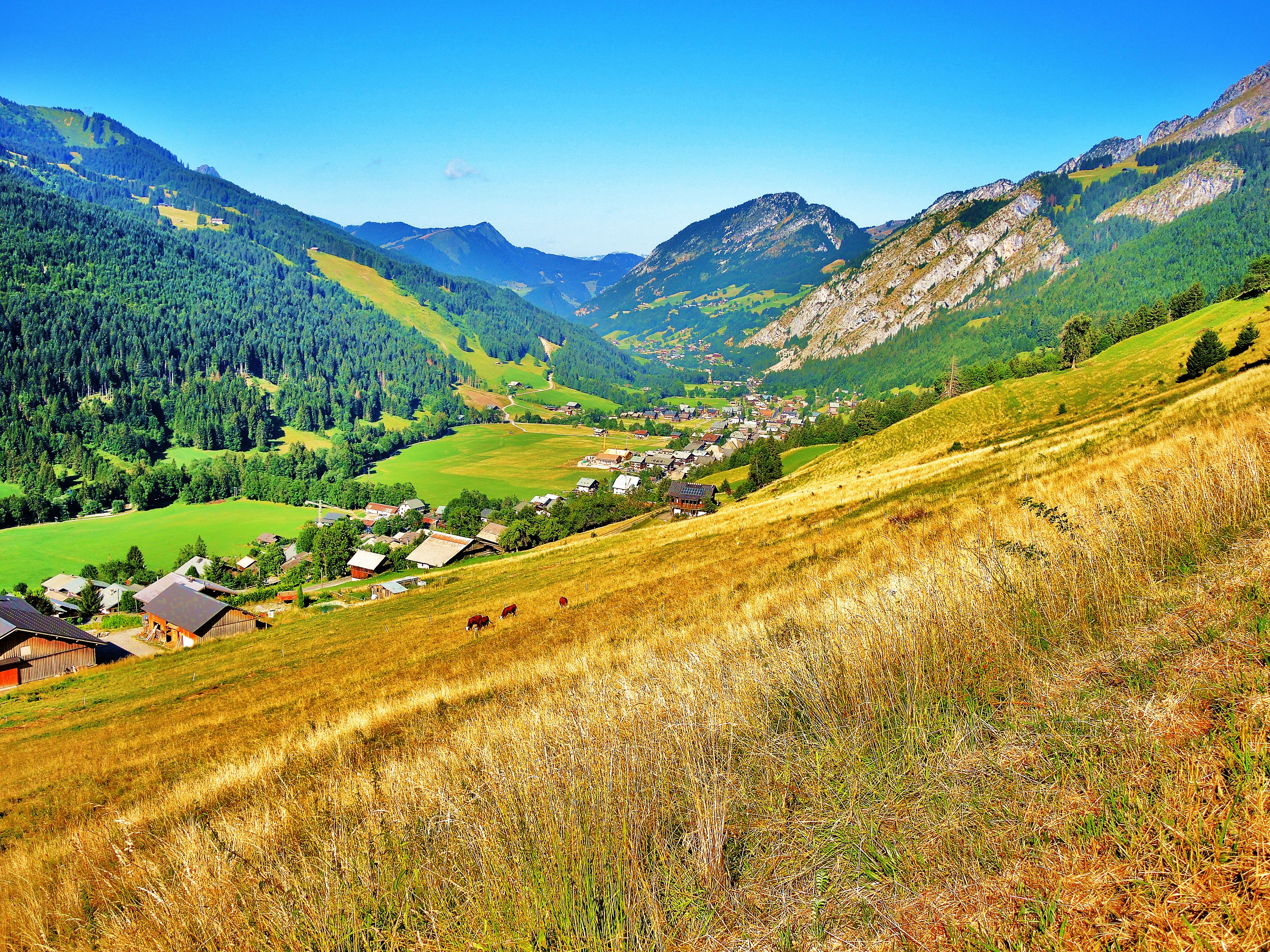
Panorama sur la vallée de La Chapelle-d'Abondance, depuis la route du lac d'Arvouin.

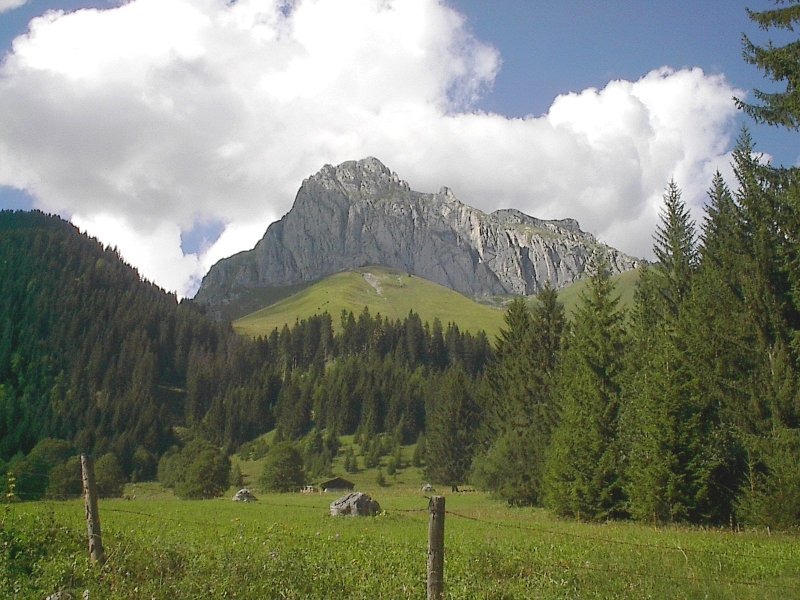
Vue des Cornettes de Bise à 2432 mètres d'altitude.

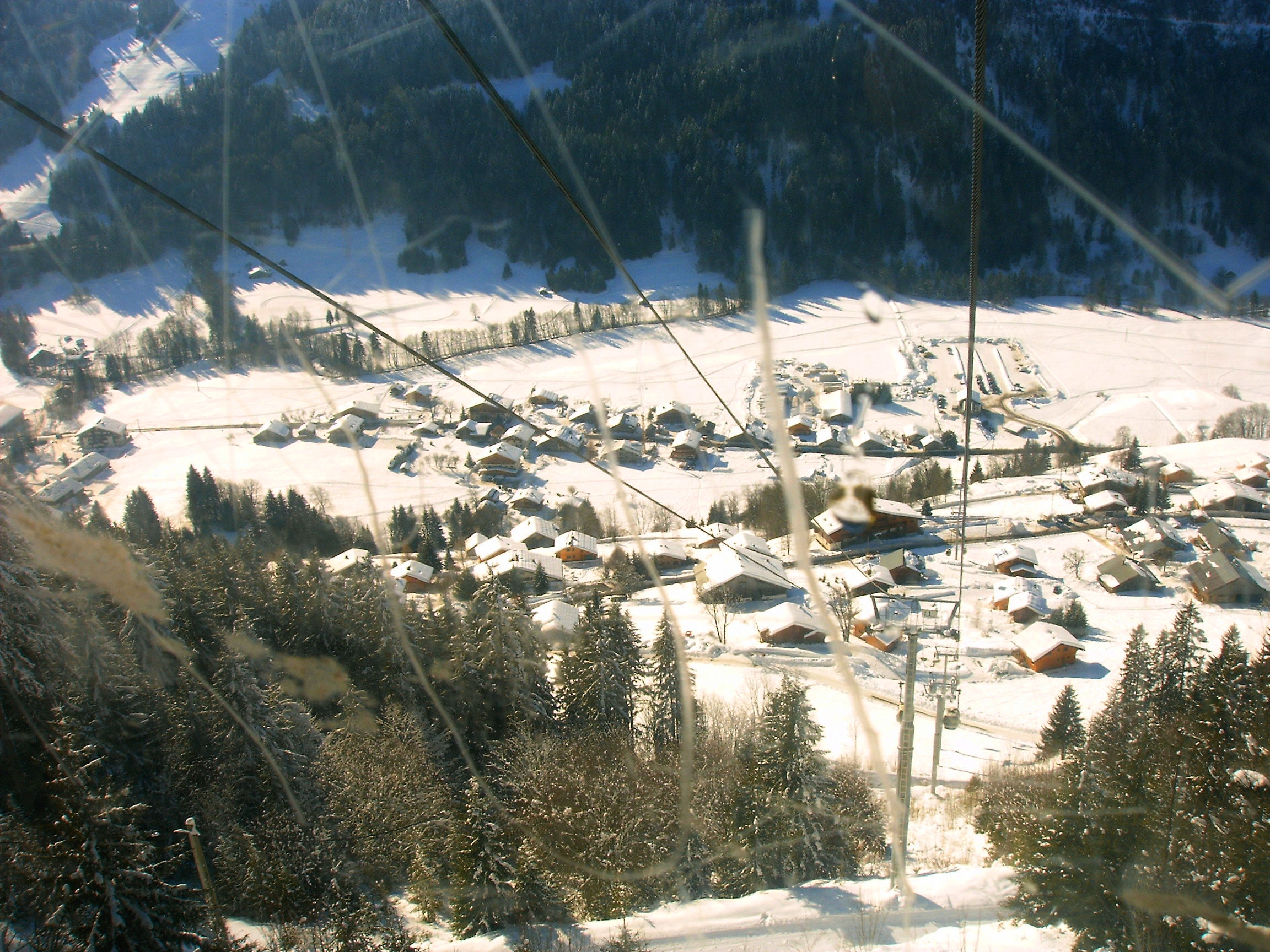
La Chapelle-d'Abondance vue depuis une cabine de remontée.

### Localisation
Le territoire de la commune est limitrophe de ceux de cinq communes :
| Vacheresse | Novel                   | Vouvry (Suisse, Valais)  |
| Abondance  | La Chapelle-d'Abondance | Vionnaz (Suisse, Valais) |
|            | Châtel                  |                          |

Les montagnes principales sont les Cornettes de Bise, le mont de Grange et le mont Chauffé.

### Sites naturels remarquables

#### Mont de Grange
Le Mont de Grange est une montagne de Haute-Savoie qui culmine à 2 432 mètres d'altitude, ce qui en fait le second sommet le plus élevé du massif du Chablais après les Hauts-Forts. Il domine le val d'Abondance entre Abondance, La Chapelle-d'Abondance et Châtel.
Le mont de Grange est classé zone naturelle d'intérêt écologique, faunistique et floristique et est aussi classé site d'importance communautaire dans le réseau natura 2000.

#### Cornettes de Bise
Les Cornettes de bise sont situées entre la France et la Suisse, à la limite du département de la Haute-Savoie et du canton du Valais. Cette montagne culmine à 2 432 mètres d'altitude et est également le deuxième plus haut sommet du massif du Chablais. Elle a fait l'objet d'une petite exploitation de charbon avec le filon Toper découvert en 1823.

#### Lac d'Arvouin
Entouré de sommets et d’escarpements rocheux, il se niche à 1670m dans les alpages de la zone naturelle protégée des Cornettes de Bise. C’est un lac naturel formé par l’érosion due au glacier d’Arvouin. Il est facilement accessible en été.

## Urbanisme

### Typologie
Au 1er janvier 2024, La Chapelle-d'Abondance est catégorisée commune rurale à habitat dispersé, selon la nouvelle grille communale de densité à sept niveaux définie par l'Insee en 2022.
Elle appartient à l'unité urbaine d'Abondance, une agglomération intra-départementale regroupant trois  communes, dont elle est ville-centre,,. La commune est en outre hors attraction des villes,.

### Occupation des sols
L'occupation des sols de la commune, telle qu'elle ressort de la base de données européenne d’occupation biophysique des sols Corine Land Cover (CLC), est marquée par l'importance des forêts et milieux semi-naturels (87,1 % en 2018), en diminution par rapport à 1990 (88 %). La répartition détaillée en 2018 est la suivante : 
forêts (40,8 %), milieux à végétation arbustive et/ou herbacée (38,6 %), prairies (8,4 %), espaces ouverts, sans ou avec peu de végétation (7,7 %), zones urbanisées (3,6 %), zones agricoles hétérogènes (0,9 %).
L'IGN met par ailleurs à disposition un outil en ligne permettant de comparer l’évolution dans le temps de l’occupation des sols de la commune (ou de territoires à des échelles différentes). Plusieurs époques sont accessibles sous forme de cartes ou photos aériennes : la carte de Cassini (XVIIIe siècle), la carte d'état-major (1820-1866) et la période actuelle (1950 à aujourd'hui).

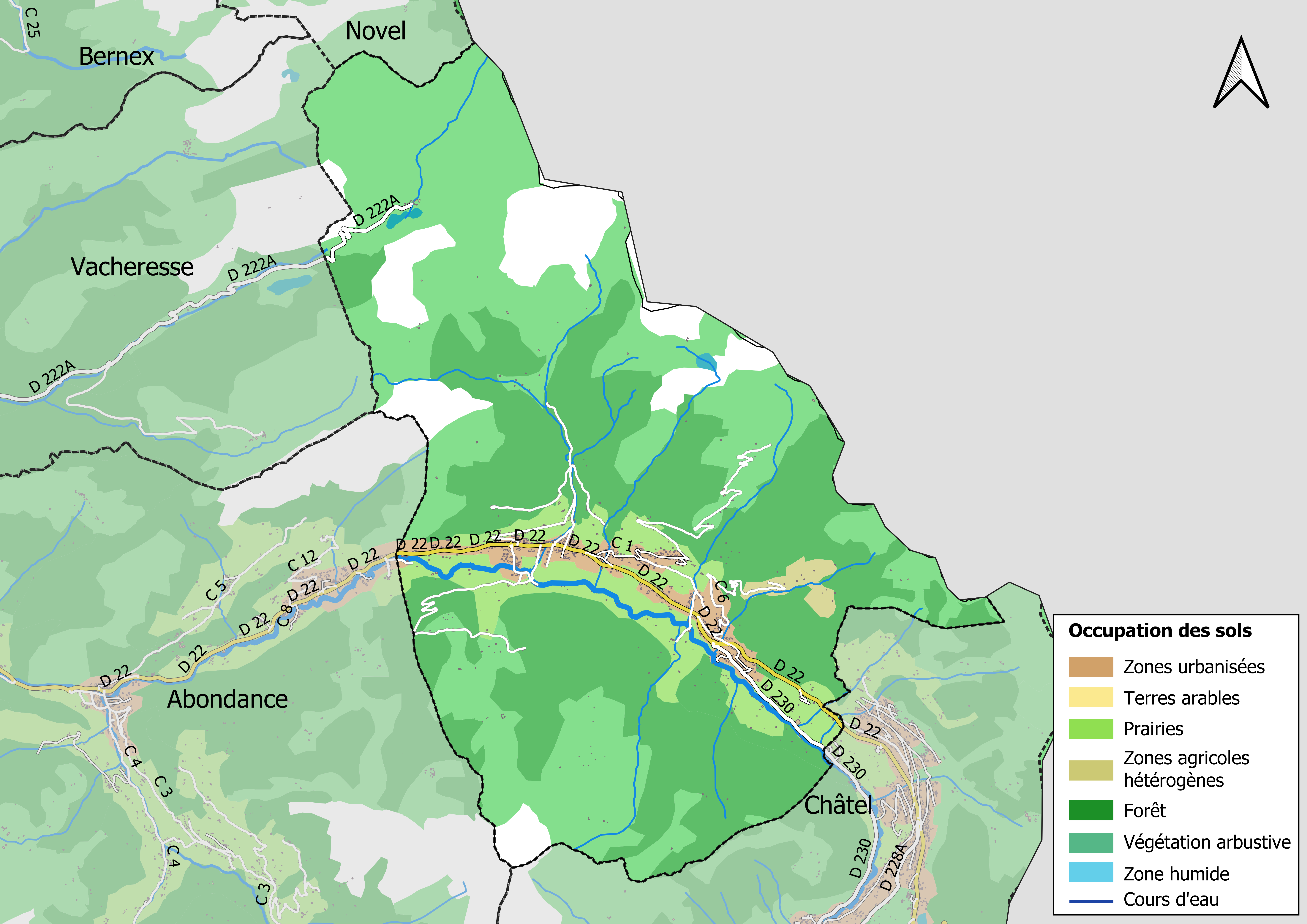
Carte des infrastructures et de l'occupation des sols en 2018 (CLC) de la commune.
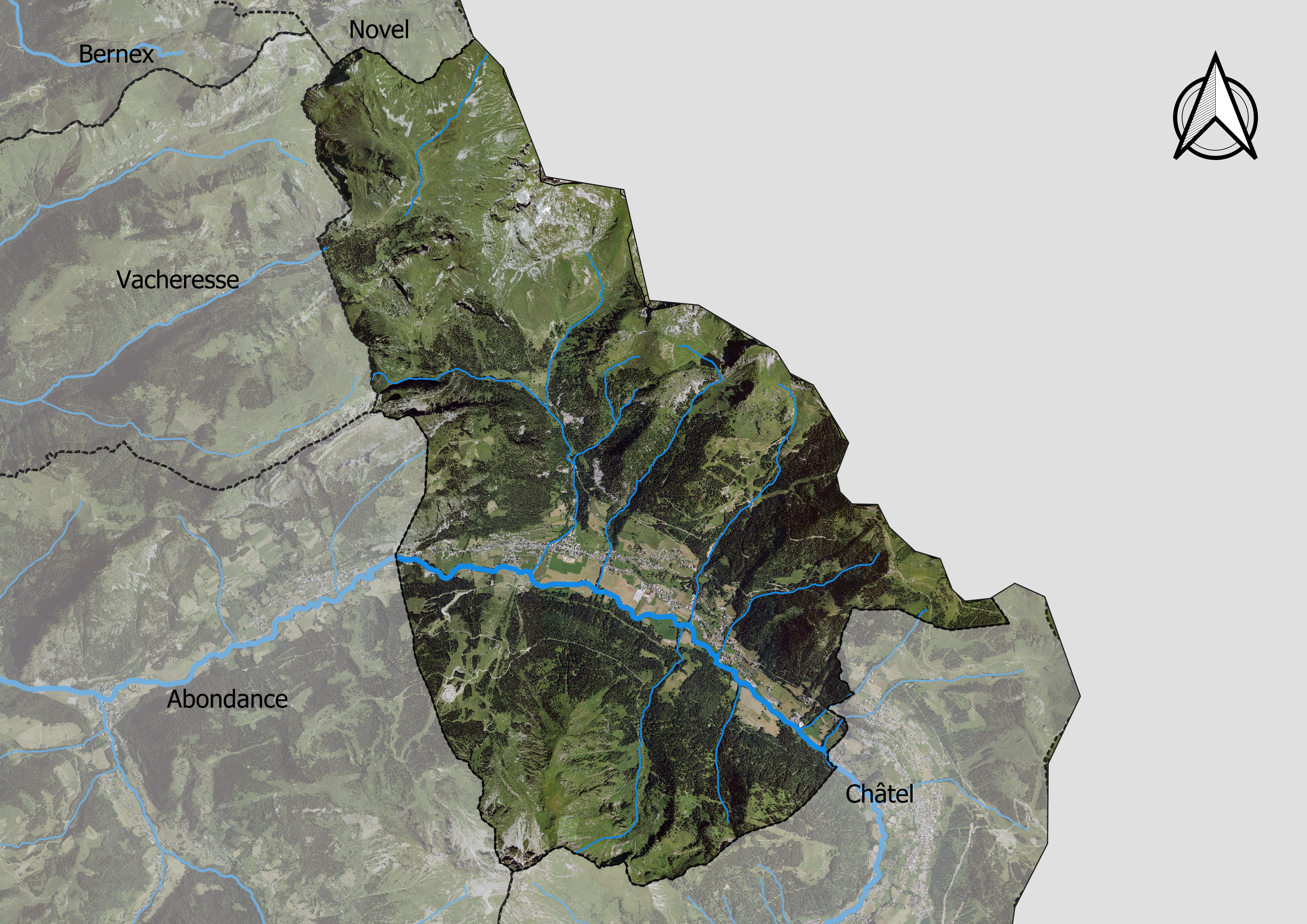
Carte orthophotogrammétrique de la commune.

## Toponymie
La Chapelles des Frasses est citée dès 1178. Elle a ensuite changé plusieurs fois de nom avant de prendre le nom de La Chapelle-d'Abondance.
En francoprovençal, le nom de la commune s'écrit La Shapala, selon la graphie de Conflans.

## Politique et administration

### Situation administrative
La Chapelle-d'Abondance appartient au canton d'Évian-les-Bains, qui compte selon le redécoupage cantonal de 2014 33 communes. Avant ce redécoupage, la commune appartenait au canton d'Abondance, dont Abondance  était le chef-lieu.
À l'origine les six communes de l'ancien canton d'Abondance, correspondant au territoire de la vallée homonyme, ont formé le Syndicat intercommunal à la carte de la vallée d'Abondance (SICVA). Ce SIVOM a laissé sa place à la communauté de communes de la vallée d'Abondance (2CVA), en 2013. Depuis 2017 La Chapelle d'Abondance fait partie de la nouvelle intercommunalité du Pays d'Evian et de la Vallée d'Abondance(CCPEVA).
La Chapelle-d'Abondance relève de l'arrondissement de Thonon-les-Bains et de la cinquième circonscription de la Haute-Savoie, dont le député est Marc Francina (UMP) depuis les élections de 2012.

### Liste des Maires
| Période                                  | Période   | Identité           | Étiquette | Qualité |
| ---------------------------------------- | --------- | ------------------ | --------- | ------- |
| 1860                                     | 1861      | Eugène Maxit       |           |         |
| 1861                                     | 1861      | Basile Maxit       |           |         |
| 1861                                     | 1862      | François Revillod  |           |         |
| 1862                                     | 1876      | Eugène Maxit       |           |         |
| 1876                                     | 1884      | Julien Boccard     |           |         |
| 1884                                     | 1888      | Joseph David Chaux |           |         |
| 1888                                     | 1896      | Julien Boccard     |           |         |
| 1896                                     | 1923      | François Maxit     |           |         |
| 1923                                     | 1935      | Ignace Brelat      |           |         |
| 1935                                     | 1948      | Eugène Brelaz      |           |         |
| 1948                                     | 1983      | Joseph Maxit       |           |         |
| 1983                                     | 1990      | André Mouthon      |           |         |
| 1990                                     | Juin 2020 | Bernard Maxit      |           |         |
| 28 juin 2020                             | En cours  | Gérald David-Cruz  |           |         |
| Les données manquantes sont à compléter. |           |                    |           |         |

### Jumelages
Ploéven (France).

## Population

### Démographie
L'évolution du nombre d'habitants est connue à travers les recensements de la population effectués dans la commune depuis 1793. Pour les communes de moins de 10 000 habitants, une enquête de recensement portant sur toute la population est réalisée tous les cinq ans, les populations de référence des années intermédiaires étant quant à elles estimées par interpolation ou extrapolation. Pour la commune, le premier recensement exhaustif entrant dans le cadre du nouveau dispositif a été réalisé en 2006.

En 2022, la commune comptait 873 habitants, en évolution de −3,11 % par rapport à 2016 (Haute-Savoie : +6,01 %, France hors Mayotte : +2,11 %).
| 1793 | 1800 | 1806 | 1822 | 1838 | 1848 | 1858 | 1861 | 1866 |
| ---- | ---- | ---- | ---- | ---- | ---- | ---- | ---- | ---- |
| 607  | 580  | 593  | 701  | 700  | 693  | 664  | 643  | 661  |

| 1872 | 1876 | 1881 | 1886 | 1891 | 1896 | 1901 | 1906 | 1911 |
| ---- | ---- | ---- | ---- | ---- | ---- | ---- | ---- | ---- |
| 696  | 602  | 615  | 575  | 531  | 537  | 579  | 601  | 585  |

| 1921 | 1926 | 1931 | 1936 | 1946 | 1954 | 1962 | 1968 | 1975 |
| ---- | ---- | ---- | ---- | ---- | ---- | ---- | ---- | ---- |
| 545  | 539  | 568  | 549  | 584  | 579  | 573  | 552  | 538  |

| 1982 | 1990 | 1999 | 2006 | 2011 | 2016 | 2021 | 2022 | - |
| ---- | ---- | ---- | ---- | ---- | ---- | ---- | ---- | - |
| 552  | 727  | 719  | 781  | 849  | 901  | 891  | 873  | - |

## Culture
Chaque été, La Chapelle-d'Abondance organise des concerts d'été dans l'église. Le festival Fraxiis Musica propose des concerts et soirées musicales autour des musiques des Alpes.
Début mars, "Oxfam Wintertrail", course diurne et nocturne en raquettes dans toute la vallée d'Abondance: 60 km, équipes de 4, moins de 30 h.

### Tourisme

#### Fermes pédagogiques
Plusieurs fermes du village proposent une visite de leur exploitation, et permet de découvrir les coulisses de l'activité, de la traite à la fabrication des fromages, ainsi que des dégustations.

### Sports
Située dans le domaine franco-suisse des Portes du Soleil, le village de la Chapelle d'Abondance regorge d'activités sportives aussi bien hivernales qu'estivales

#### Ski alpin
Le village est une station familiale de sports d'hiver.  Le domaine de La Chapelle d’Abondance regroupe 50 km de pistes de ski alpin divisés en 2 secteurs : Braitaz et le Crêt-Béni qui totalisent 24 pistes, 2 boardercross, 1 piste ludique et 1 piste de luge. Celui-ci comprend toutes les remontées mécaniques des deux secteurs et du domaine de Torgon en Suisse (relié depuis Braitaz).

#### Ski nordique et autres activités hivernales
Doté de 9 pistes de ski nordique, pour un total de 23 km de piste, le domaine de La Chapelle d'Abondance est le plus grand du Chablais. Avec son double tracé, on peut à la fois pratiquer le skating et le pas alternatif.
Il est également possible d'y faire du biathlon, ski d’orientation, du chien de traineau et de la luge, ainsi que du ski de randonnée et du télémark.

#### Randonnées et trails
Le village dispose de plusieurs sentiers balisés de randonnées : un parcours santé, des promenades thématiques, des sentiers de VTT ainsi que des parcours de trails.

#### Via Ferrata
La commune dispose d'une via ferrata nommée Les Saix de Miolène, permettant une activité intermédiaire entre randonnée pédestre et escalade.

## Culture locale et patrimoine

### Monuments

#### Église Saint-Maurice
Citée au XVe siècle, elle est inscrite à l'inventaire des monuments historiques depuis 1995,.  Sa construction a commencé au XIVe et s’est achevée au XVIIIe. Construite dans le style néo-classique sarde,
Le clocher en bois fut réédifié en dur en 1732/33. Il fut détruit durant l'occupation française puis restauré en 1811.
L'église a été complètement rénovée en 2008.

#### Les chapelles
- Chapelle Notre-Dame-de-Compassion
- Chapelle Saint Jacques

#### La Maison des Sœurs

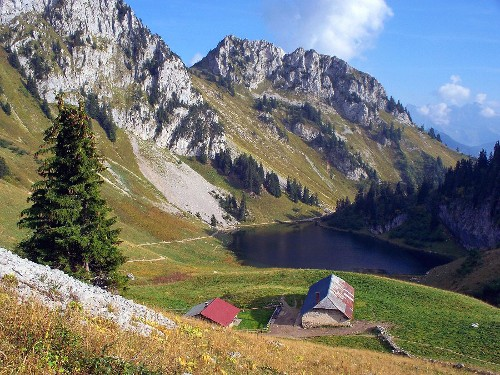
Le lac d'Arvouin, près de La Chapelle-d'Abondance.
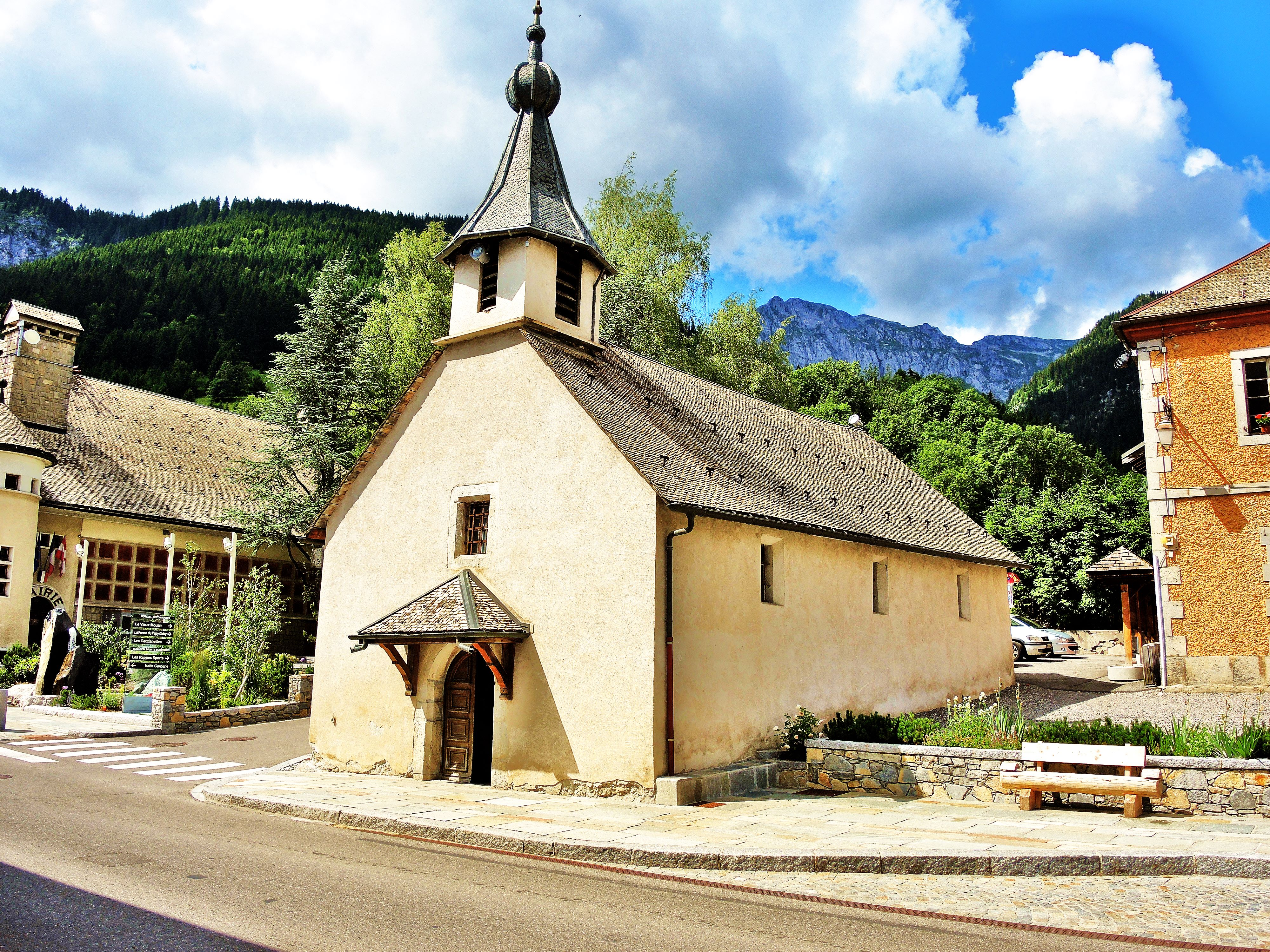
Chapelle Notre-Dame-de-Compassion.
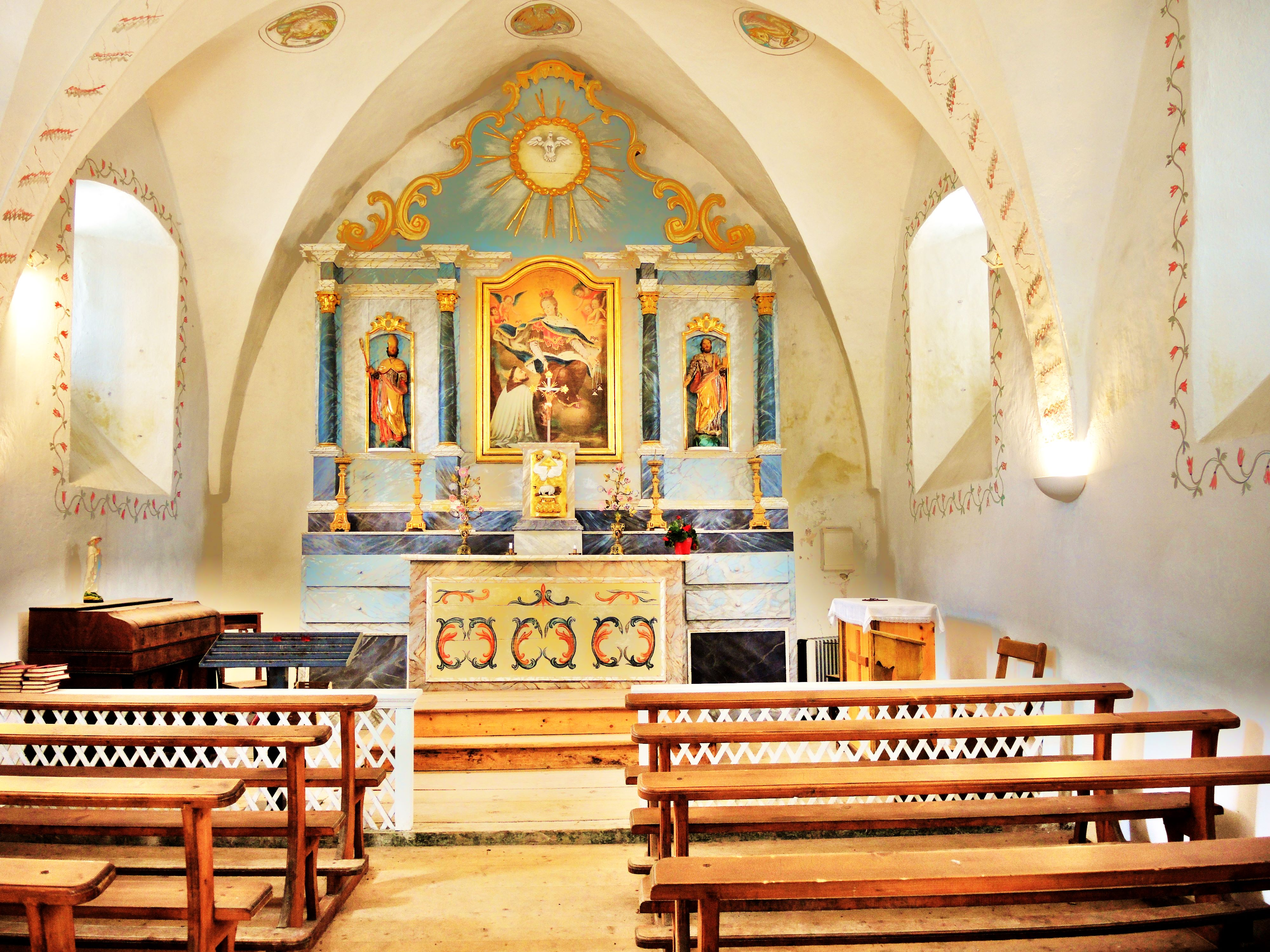
Intérieur de la chapelle Notre-Dame-de-Compassion.
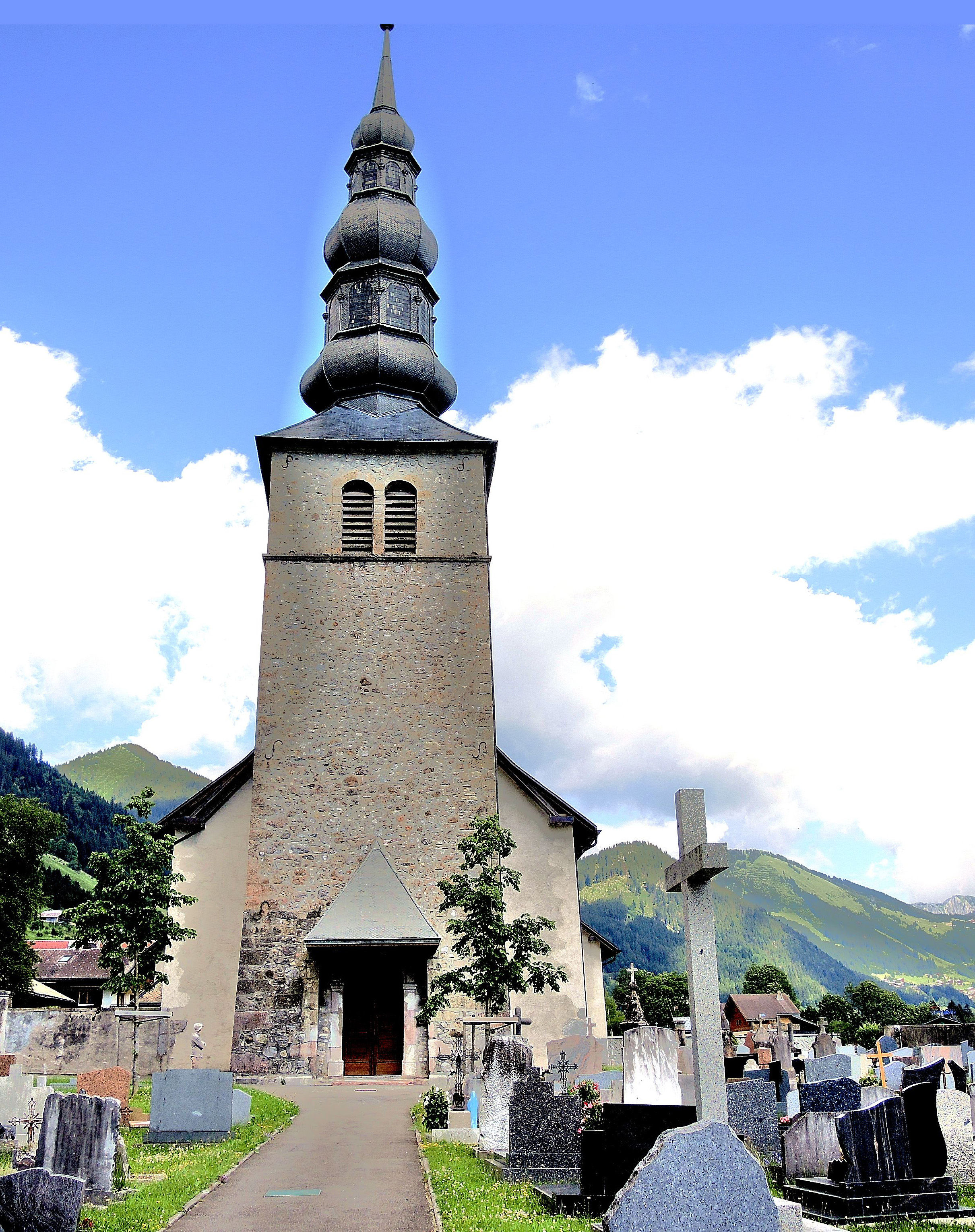
Église Saint-Maurice.
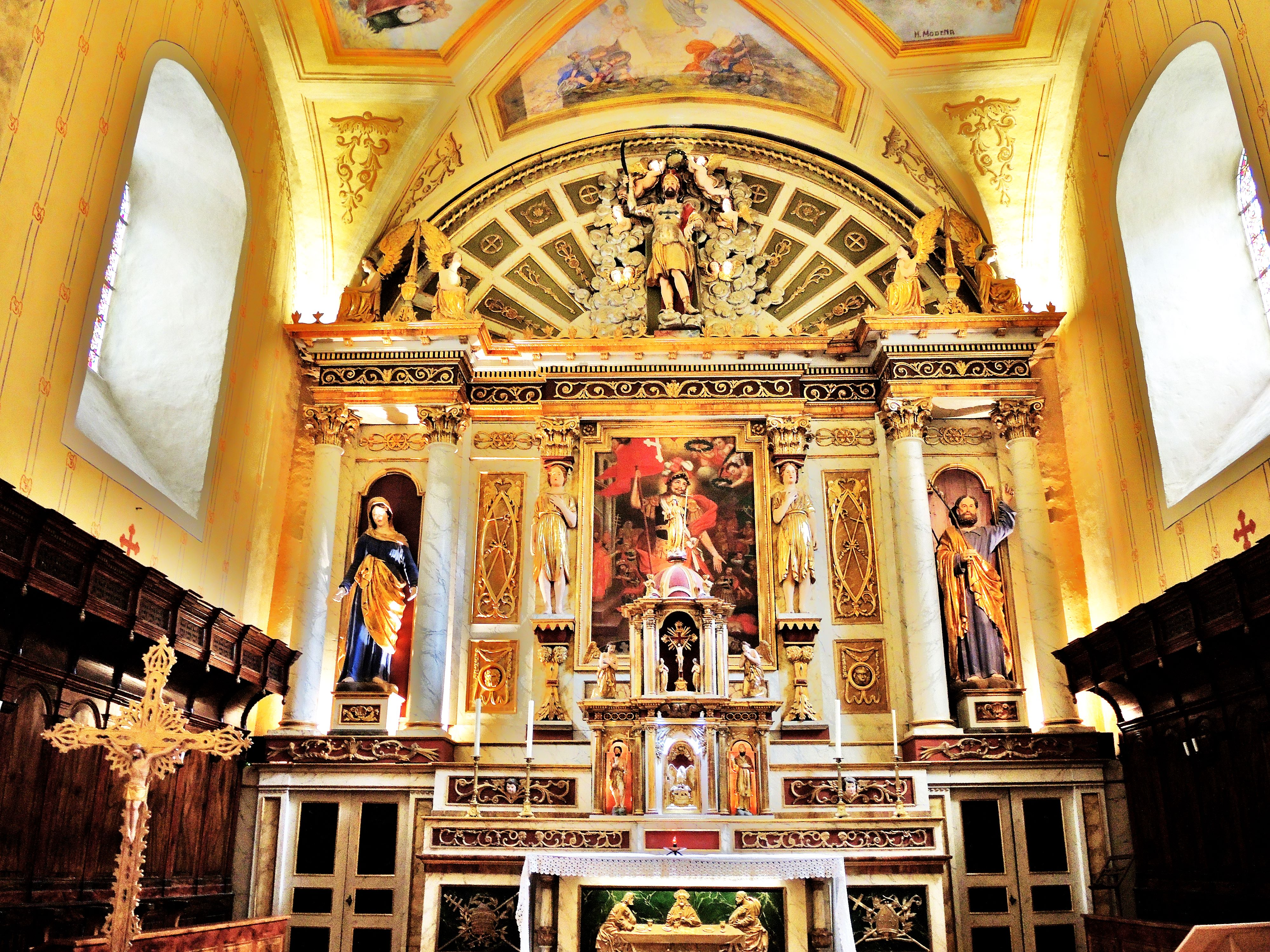
Retable de l'église Saint-Maurice.
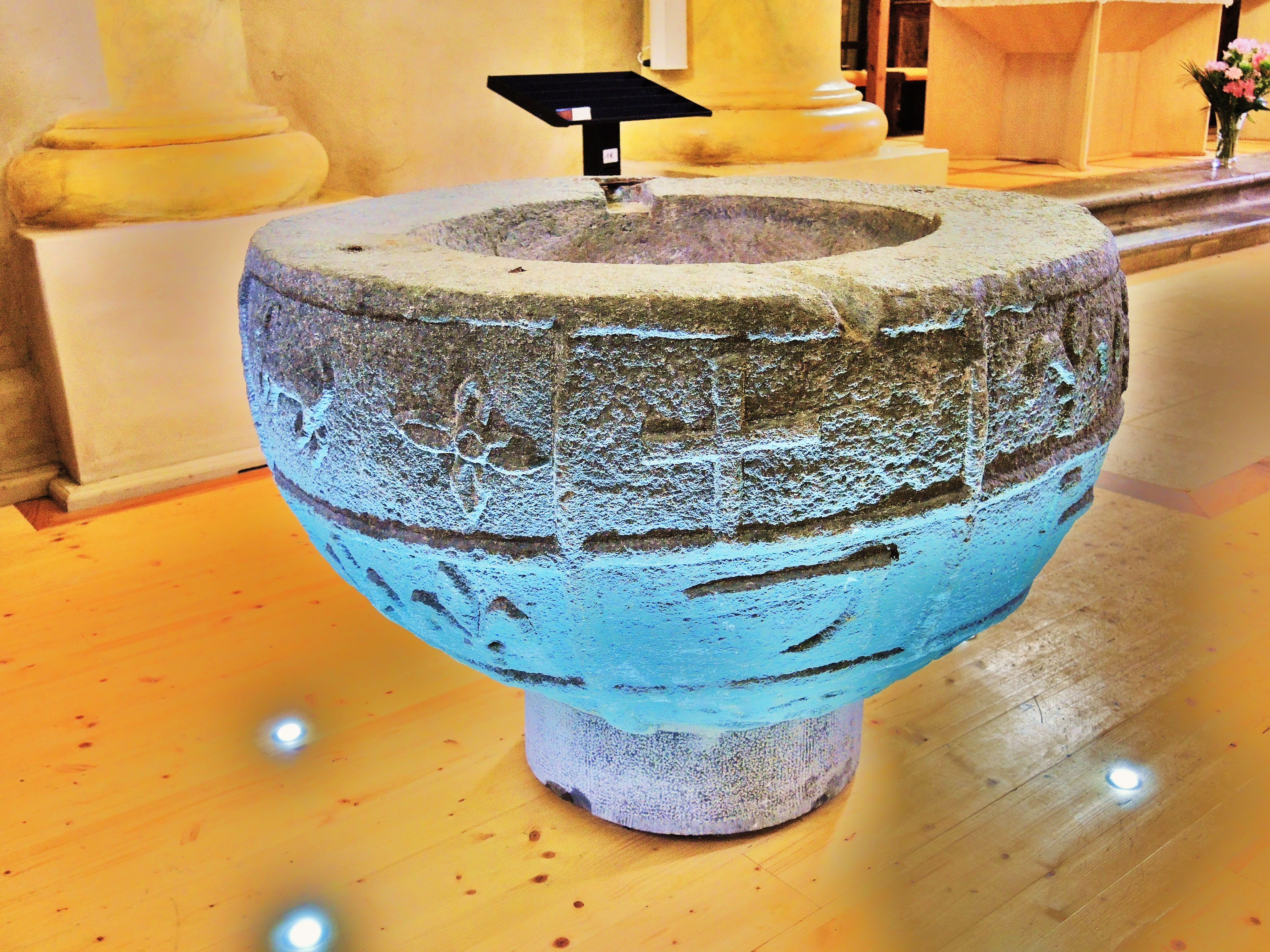
Cuve baptismale de l'église Saint-Maurice.

### Architecture typique
On trouve à La Chapelle d'Abondance un grand nombre de fermes traditionnelles savoyardes. Elles ont la particularité d'être massives et sur plusieurs étages. La plupart du temps, les fermes peuvent comporter 2 logements symétriques. Le soubassement en pierre abrite les caves.
L’habitation est en façade (au niveau du premier balcon), séparée de l’écurie par un long couloir. Le balcon supérieur à l’étage du fenil sert au séchage des récoltes. À l’arrière de la ferme, une pente permet un accès direct au fenil.
Les fermes sont chauffées grâce à des fourneaux de pierre ollaire. Pour les plus vieilles fermes, les pierres ont été taillées dans la carrière du Saix sur les hauteurs de la commune.
Francis Wey, journaliste voyageur, fut impressionné par « les plus grosses fermes et les plus originales que l’on puisse imaginer " lorsqu'il arriva au hameau des Passengués sur la commune de La Chapelle en 1865.
Il écrit encore : " Elles sont coiffées parfois de hautes cheminées pyramidales en planches, au foyer desquelles on fabrique les vacherins, fromages renommés du canton d’Abondance. Habitat et architecture ne sont pas le fait du hasard. Ils correspondent à des réponses particulières et originales apportées aux problèmes posés par le milieu naturel. En hiver, il faut répondre à deux exigences essentielles : disposer d’un espace suffisamment vaste pour abriter les bêtes et les hommes, et les réserves de nourriture nécessaires aux uns et aux autres. Dans cette « civilisation » du foin, du volume d’engrangement dépendra le nombre de bêtes hivernées dans les écuries."

### Espaces verts et fleurissement
En 2015, la commune a obtenu le niveau « deux fleurs » au concours des villes et villages fleuris.

### Personnalités liées à la commune
- Robert Folliet, Daniel Druenne (un Parisien venu se réfugier pour fuir le STO)  et Georges CRUZ MERMY dit " à la Bron",  membres de la Résistance de la vallée d'Abondance, dirigée par François Dufour,  fusillés par la Gestapo Nazie le 18 JUIN 1944  à Thonon les Bains à l'âge de 22 ans et titulaires de la médaille de la résistance à titre posthume.

### Héraldique
| Armes de la Chapelle d'Abondance | Les armes de La Chapelle-d'Abondance se blasonnent ainsi : Parti ; au premier d'azur à une chapelle d'argent soutenue d'un rocher de trois coupeaux du mème, au second d'or à une corne d'abondance de gueules, emplie au naturel, posée en pal, soutenue d'un mont de trois coupeaux de sinople mouvant de la pointe. |